# Magyarhertelend
Magyarhertelend község Baranya vármegyében, a Komlói járásban.

## Fekvése
Komlótól nyugatra, a megyeszékhely Pécstől észak-északnyugatra fekszik, legfontosabb vízfolyása a Baranya-csatorna. Hozzá tartozik az egykor önálló Barátúr község, a központjától 2 kilométerre keletre.
A közvetlenül határos települések: északkelet felől Liget, kelet felől Magyarszék, délkelet felől Mánfa, dél felől Orfű, délnyugat felől Kovácsszénája, nyugat felől pedig Bodolyabér. Északnyugat felől a legközelebbi település Oroszló, de a közigazgatási területeik nem érintkeznek.

### Megközelítése
Közigazgatási területének északi szélén elhalad a 66-os főút is, de központján kelet-nyugati irányban csak a Magyarszék-Kishajmás közti 6602-es út halad végig, déli szomszédja, Orfű felől pedig a 6608-as út vezet idáig.
Vonattal megközelíthető a Godisa–Komló-vasútvonalon, amelynek egy megállási pontja van itt, Magyarhertelend megállóhely. Utóbbi közúti megközelítését egy önkormányzati út teszi lehetővé, amely a 6602-es és 6608-as utak keresztezésénél ágazik ki észak-északkeleti irányban.

## Története
A Baranya Megyei Levéltár helynévcéduláiból kiderül, hogy „a hegyháti járás 21 legrégebbi településéből 1715-ben csak Barátúrnak volt magyar lakossága, míg a többi 20 vagy egészen elnéptelenedett vagy pedig szerbhorvátok ülték meg (például Szalatnak, Hegyhátmaróc). Barátúr lakói 1738-ban átköltöztek Magyarhertelendre” , mikor oda németek mentek.  A helybeliektől több alkalommal hallotuk, hogy a régi falu a mai határ „Tassonya” elnevezésű dűlőjében állott, s a török elől menekülve húzottak fel a hegyre, az erdő viszonylagos biztonságot adó oltalmába. A levéltári anyag is ezt erősíti meg: „1566-ban a török portyázó csapatok teljesen felégették.”  Ugyancsak a helynévcédulákból tudjuk, hogy „1775-ben Hertelend határában egy kis német település keletkezett, amelynek neve Kishertelend, vagy Ufalu (Neudörfer)."  Eredetileg a pécsi káptalan javai közt szerepelt, csak a 18. században lett a pécsi papnevelde tulajdona. A 19. században Nagyhertelendnek nevezték. Római katolikus templomát 1777-ben emelték. A falu lakossági összetétele a 18. század elején változott meg, az összeírások szerint 380 magyar és 172 német lakta a falut, zömmel római katolikus, kis részben izraelita felekezetűek.
1981. december 31-én hozzácsatolták a szomszédos Barátúr községet.

## Közélete

### Polgármesterei
- 1990–1994: Bakó István (független)[3]
- 1994–1998: Ifj. Bakó István (független)[4]
- 1998–2002: Ifj. Kovács Gyula (független)[5]
- 2002–2006: Ifj. Kovács Gyula (független)[6]
- 2006–2008: Ifj. Kovács Gyula (független)[7]
- 2009–2010: Ifj. Kovács Gyula (független)[8]
- 2010–2014: Ifj. Kovács Gyula (független)[9]
- 2014–2019: Szeledi Katalin (független)[10]
- 2019–2024: Szeledi Katalin (független)[11]
- 2024– : Bakó Norbert (független)[1]

A településen az 1998. október 18-án megtartott polgármester-választás érdekessége volt, hogy a posztért országosan is majdnem rekordnak mondható számú, összesen kilenc jelölt indult, a végső győztes azonban egymaga is megszerezte a 427 érvényes szavazatok abszolút többségét: 214 szavazatot szerezve 50,12 %-os eredménnyel finiselt. Ilyen nagy számú jelöltre abban az évben az egész országban csak két másik település (Abasár és Esztergom) lakói szavazhattak, ennél több, 10 illetve 12 aspiránsra pedig csak egy-egy településen, Nyírtasson és Hatvanban akadt példa.
2009. április 19-én időközi polgármester-választást (és képviselő-testületi választást) kellett tartani Magyarhertelenden, az előző képviselő-testület önfeloszlatása miatt. A választáson a hivatalban lévő polgármester is elindult, és meg is nyerte azt.

## Népesség
A település népességének változása:
| Lakosok száma | 620  | 610  | 623  | 573  | 581  | 563  | 572  | 544  |
|               | 2013 | 2014 | 2015 | 2019 | 2021 | 2022 | 2023 | 2024 |

A 2011-es népszámlálás során a lakosok 85,8%-a magyarnak, 10% cigánynak, 5,8% németnek mondta magát (13,1% nem nyilatkozott; a kettős identitások miatt a végösszeg nagyobb lehet 100%-nál). A vallási megoszlás a következő volt: római katolikus 59,5%, református 1,7%, evangélikus 0,5%, görögkatolikus 0,2%, felekezeten kívüli 12,2% (25,9% nem nyilatkozott).
2022-ben a lakosság 83,3%-a vallotta magát magyarnak, 9,4% németnek, 7,8% cigánynak, 0,2-0,2% ukránnak, horvátnak és szerbnek, 4,6% egyéb, nem hazai nemzetiségűnek (14,9% nem nyilatkozott; a kettős identitások miatt a végösszeg nagyobb lehet 100%-nál). Vallásuk szerint 45,8% volt római katolikus, 1,6% református, 0,7% evangélikus, 1,8% egyéb keresztény, 0,4% egyéb katolikus, 14,4% felekezeten kívüli (35,3% nem válaszolt).

## Nevezetességek
- Római katolikus templom

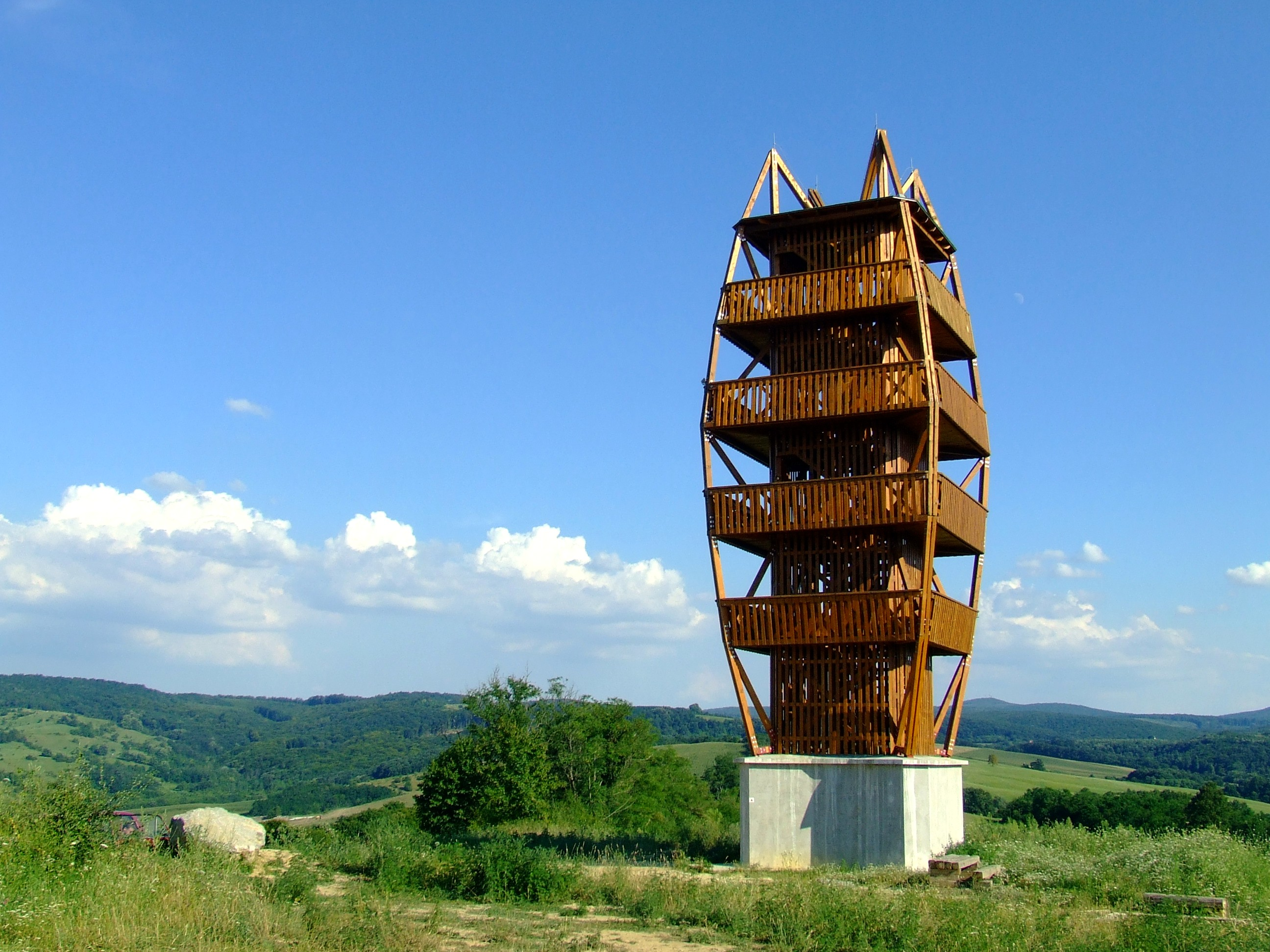
Napszentély kilátó

- Magyarhertelendi Termálfürdő: vize 550 m mélyről érkező 38 Celsius-fokos és 1062 méter mélységből jövő 63 Celsius-fokos forrásokból táplálkozik. 2008-ban épült Gyógykertje a medencékben 36 Celsius-fokos termálvízzel működik. A vizet ivókúraként is alkalmazzák fogínybetegségekre (magas fluoridtartalma miatt). 4 nyitott medence várja a strandolni vágyó turistákat.
- Barátúri-tó

## Légi felvételek

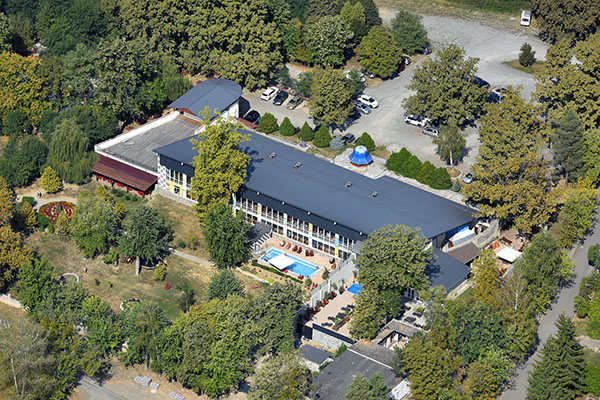
Magyarhertelend, termálfürdő légi felvételen
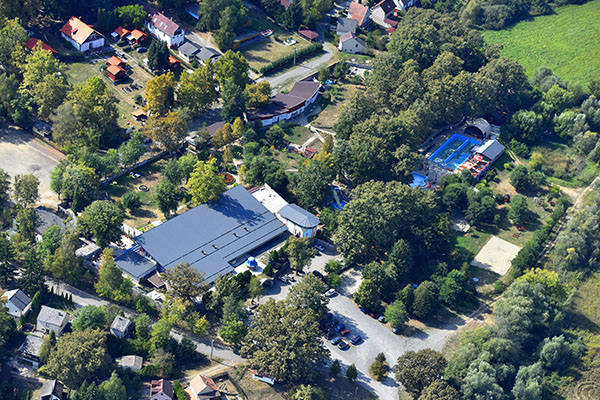
Magyarhertelend, termálfürdő látképe madártávlatból
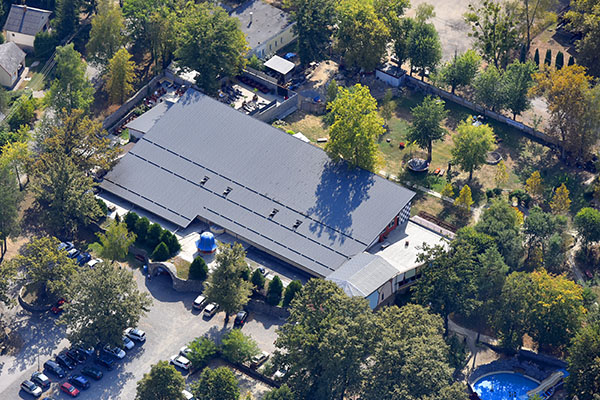
A magyarhertelendi termárlfürdő - légi fotó